# Podhájce
Podhájce (ukrajinsky Підгайці) jsou ukrajinská vesnice v Dubenském rajónu Rovenské oblasti. Vesnice leží asi 5 km severně od Dubna. Ve vesnici vzniklo po roce 1871 české osídlení trvající až do roku 1947, kdy většina Čechů odešla. V letech 1870 až 1888 bylo v Podhájcích jedno ze sídel české farnosti a české obyvatelstvo zde žilo vedle ukrajinského. Nedaleko, asi 30 km na severozápad, leží stejnojmenná vesnice u Lucku, která byla taktéž osídlena částečně Čechy.